# Deutsche Nordische Skimeisterschaften 1962

Logo des Deutschen Skiverbands

Die 45. Deutschen Nordischen Skimeisterschaften fanden vom 7. bis zum 11. Februar 1962 im niedersächsischen Braunlage statt. Die Sprungläufe wurden auf der Wurmbergschanze abgehalten.
Darüber hinaus fanden am 17. und 18. März 1962 die Skilanglauf-Meisterschaften im Skimarathon und der Vereinsstaffel im bayerischen Reit im Winkl statt.

## Skilanglauf

### Frauen

#### 5 km
| Platz | Sportler          | Ort          | Zeit (h) |
| ----- | ----------------- | ------------ | -------- |
| 01    | Rita Czech-Blasl  | Freiburg     | 0:20:10  |
| 02    | Margit Scherer    | Isny         | 0:20:43  |
| 03    | Heide Schlegl     | Urach        | 0:21:23  |
| 04    | Friedegund Gaiser | Baiersbronn  | 0:22:15  |
| 05    | Anita Grommes     | Neuastenberg | 0:22:29  |
| 06    | Barbara Barthel   | Wunsiedel    | 0:22:30  |
| 07    | Elisabeth Duffner | Schonach     | 0:22:39  |
| 08    | Dorle Puchtler    | Bischofsgrün | 0:22:43  |

Datum: Mittwoch, 7. Februar 1962

#### 3 × 5-km-Verbandsstaffel
| Platz | Verband             | Sportlerinnen                                        | Zeit (h) |
| ----- | ------------------- | ---------------------------------------------------- | -------- |
| 01    | Schwaben            | Friedegund Gaiser Heide Schlegl Margit Scherer       | 1:03:50  |
| 02    | Schwarzwald         | Elisabeth Duffner Marika Weiß Rita Czech-Blasl       | 1:04:03  |
| 03    | Bayern              | Barbara Barthel Veronika von Kaufmann Dorle Puchtler | 1:06:51  |
| 04    | Nordrhein-Westfalen | Monika Benfer Saure Anita Grommes                    | 1:09:35  |
| 05    | Harz                | Kleinewick Rose Christa Lindemann                    | 1:14:14  |

Datum: Samstag, 10. Februar 1962

### Männer

#### 15 km
| Platz | Sportler            | Verein              | Zeit (h) |
| ----- | ------------------- | ------------------- | -------- |
| 01    | Walter Demel        | SC Zwiesel          | 0:55:09  |
| 02    | Sepp Maier          | SC St. Peter        | 0:55:55  |
| 03    | Rudi Maier          | SC St. Peter        | 0:56:26  |
| 04    | Rudolf Kopp         | WSV Reit im Winkl   | 0:56:30  |
| 05    | Georg Thoma         | SC Hinterzarten     | 0:56:34  |
|       | Josef Schiffner     | SC Taunus Frankfurt | 0:56:34  |
| 07    | Siegfried Weiß      | SZ Brend            | 0:56:38  |
| 08    | Herbert Steinbeißer | SC Ruhpolding       | 0:57:07  |
| 09    | Edgar Schubert      | SC Partenkirchen    | 0:57:10  |
| 10    | Karl Buhl           | SC Sonthofen        | 0:57:17  |

Datum: Freitag, 9. Februar 1962

#### 30 km
| Platz | Sportler        | Verein            | Zeit (h) |
| ----- | --------------- | ----------------- | -------- |
| 01    | Walter Demel    | SC Zwiesel        | 1:51:44  |
| 02    | Siegfried Hug   | SC Hinterzarten   | 1:53:25  |
| 03    | Siegfried Weiß  | SZ Brend          | 1:54:34  |
| 04    | Sepp Maier      | SC St. Peter      | 1:54:50  |
| 05    | Rudi Fuchs      | WSV Braunlage     | 1:55:40  |
| 06    | Alfons Dorner   | WSV Reit im Winkl | 1:56:09  |
| 07    | August Hitz     | SC Hinterzarten   | 1:57:48  |
| 08    | Benedikt Kürner | SC Schonach       | 1:57:53  |

Datum: Mittwoch, 7. Februar 1962

#### 50 km
| Platz | Sportler        | Verein            | Zeit (h) |
| ----- | --------------- | ----------------- | -------- |
| 01    | Siegfried Hug   | SC Hinterzarten   | 3:28:06  |
| 02    | Siegfried Weiß  | SZ Brend          | 3:30:39  |
| 03    | Rudi Maier      | SC St. Peter      | 3:33:11  |
| 04    | Sepp Maier      | SC St. Peter      | 3:33:24  |
| 05    | Peter Weiß      | SZ Brend          | 3:33:56  |
| 06    | Walter Demel    | SC Zwiesel        | 3:35:05  |
| 07    | Karl Kamphenkel | WSV Braunlage     | 3:35:20  |
| 08    | Benedikt Kürner | SC St. Peter      | 3:38:17  |
| 09    | Alfons Dorner   | WSV Reit im Winkl | 3:38:48  |
|       | Edi Lengg       | WSV Reit im Winkl | 3:38:48  |

Datum: Sonntag, 18. März 1962

#### 4 × 10-km-Verbandsstaffel
| Platz | Verband        | Sportlerinnen                                          | Zeit (h) |
| ----- | -------------- | ------------------------------------------------------ | -------- |
| 01    | Bayern I       | Herbert Steinbeißer Edi Lengg Rudolf Kopp Walter Demel | 2:12:01  |
| 02    | Schwarzwald I  | Rudi Maier Siegfried Weiß Siegfried Hug Sepp Maier     | 2:13:26  |
| 03    | Bayern II      | Alfons Dorner Horst Möhwald Karl Buhl Martin Schwab    | 2:15:55  |
| 04    | Harz I         | Schulz Rudi Fuchs Helmut Gerlach Karl Kamphenkel       | 2:17:24  |
| 05    | Bayern III     | Edgar Schubert Obermeier Jürgen Seifert Xaver Kraus    | 2:17:45  |
| 06    | Schwaben I     | Winker Axel Zerlaut Artur Bodenmüller Kleiner          | 2:18:02  |
| 07    | Schwarzwald II | Haberstroh Franz Thoma Andreas Stolz Kohler            | 2:18:48  |

Datum: Samstag, 10. Februar 1962

#### 4 × 10-km-Vereinsstaffel
| Platz | Verein               | Sportlerinnen                                             | Zeit (h) |
| ----- | -------------------- | --------------------------------------------------------- | -------- |
| 01    | WSV Reit im Winkl    | Alfons Dorner Xaver Kraus Rudolf Kopp Edi Lengg           | 2:50:32  |
| 02    | SC St. Peter         | Benedikt Kürner Arnold Maier Rudi Maier Sepp Maier        | 2:55:15  |
| 03    | WSV Braunlage        | Helmut Gerlach Rudi Fuchs Wilhelm Schmidt Karl Kamphenkel | 2:56:12  |
| 04    | WSV Reit im Winkl II |                                                           | 2:58:39  |
| 05    | SC Ruhpolding        |                                                           | 2:59:01  |

Datum: Samstag, 17. März 1962

## Nordische Kombination

### Einzel
| Platz | Sportler           | Verein              | Sprungpkt. | Laufzeit (min) | Gesamtpunkte |
| ----- | ------------------ | ------------------- | ---------- | -------------- | ------------ |
| 01    | Georg Thoma        | SC Hinterzarten     | 223,5      | 56:34          | 463,5        |
| 02    | Edi Lengg          | WSV Reit im Winkl   | 214,8      | 57:29          | 453,1        |
| 03    | Josef Schiffner    | SC Taunus Frankfurt | 206,4      | 56:34          | 448,2        |
| 04    | Axel Zerlaut       | WSV Isny            |            |                | 430,0        |
| 05    | Arthur Bodenmüller | WSV Isny            |            |                | 423,6        |
| 06    | Horst Möhwald      | SC Spitzingsee      |            |                | 419,4        |
| 07    | Josef Zeller       | SC Ruhpolding       |            |                | 417,9        |

Datum: Donnerstag, 8. und Freitag, 9. Februar 1962

## Skispringen

### Normalschanze
| Platz | Sportler           | Ort               | Weite 1 | Weite 2 | Punkte |
| ----- | ------------------ | ----------------- | ------- | ------- | ------ |
| 01    | Helmut Wegscheider | Hammer            | 072,5 m | 074,0 m | 228,0  |
| 02    | Max Bolkart        | Oberstdorf        | 071,0 m | 074,0 m | 227,0  |
| 03    | Wolfgang Happle    | Neustadt          | 070,5 m | 073,0 m | 226,5  |
| 04    | Heini Ihle         | Oberstdorf        | 063,0 m | 072,5 m | 217,5  |
| 05    | Alois Haberstock   | Hindelang         | 063,0 m | 070,0 m | 215,5  |
| 06    | Helmut Kurz        | Partenkirchen     | 067,0 m | 067,5 m | 212,5  |
| 07    | Josef Schiffner    | Frankfurt am Main | 066,0 m | 067,5 m | 206,0  |
|       | Wolfgang Schüller  | Schonach          | 069,0 m | 074,0 m | 206,0  |

Datum: Sonntag, 11. Februar 1962

Vor 20.000 Zuschauern sorgte Helmut Wegscheider mit dem Gewinn des Meistertitels für die größte Überraschung der Skimeisterschaften. Dabei wurde zum ersten Mal eine Meisterschaft im Spezialsprunglauf nach dem neuen Reglement der FIS ausgetragen, wonach jeder Teilnehmer zwar drei Sprünge hat, jedoch nur die besten zwei zählen.